# 百花扇 -夏の抒情詩-
おどり絵巻『百花扇』-夏の抒情詩-（ひゃっかせん なつのじょじょうし）は宝塚歌劇団の舞台作品。12場。
月組公演。併演作品は『哀愁』。

## 概要
※『宝塚歌劇100年史（舞台編）』の宝塚大劇場公演を参考にした。
"日本の夏"を抒情豊かに描いたショー作品。風鈴売り、蛍狩り、大文字、そして祭り太鼓に花灯籠…夏の風物詩で綴る踊り絵巻。夏の花々が次々と踊るシーンでは、藤の花の精に扮した剣幸が芸者姿を披露した。

## 公演期間と公演場所
- 1986年5月16日 - 6月24日 宝塚大劇場
- 1986年8月3日 - 8月31日 東京宝塚劇場

## スタッフ
※氏名の後ろに「宝塚」、「東京」の文字がなければ両公演共通。
- 作・演出：阿古健
- 演出・振付：花柳寿楽
- 作曲・編曲：寺田瀧雄、中元清純
- 音楽指揮：野村陽児（宝塚）、北沢達雄（東京）
- 振付：花柳錦之輔
- 装置：石濱日出雄、関谷敏昭
- 衣装：任田幾英、中川菊枝
- 照明：今井直次
- 小道具：榎本満春
- 効果：扇野信夫
- 音響監督：松永浩志
- 太鼓指導：西川啓光
- 演技指導：美吉左久子
- 演出補：村上信夫
- 舞台進行：豊田登
- 製作担当：長谷山太刀夫（東京）
- 制作：山田謙治

## 主な配役
- 若衆S、若旦那、涛人、芸者 - 剣幸
- 踊る女S、千鳥、扇の娘S - こだま愛
- あじさいの女 - 朝みち子、京三紗、邦なつき
- 百合の女 - 有明淳
- 風鈴売り、あじさいの男 - 桐さと実
- 歌う芸者、百合の男 - 郷真由加
- あやめの男 - 高原るみ花
- 芸者、あやめの女 - 春風ひとみ
- 芸者、あやめの男 - 涼風真世
- 歌う娘 - 朝凪鈴、檀ひとみ
- 月見草の女 - 三鷹恵子
- 代官、月見草の男 - 麻月鞠緒
- あじさいの女 - 舞千鶴
- あやめの女 - 仁科有理
- あやめの男 - 麻路さき

東京の変更点
- 第2場　夏三景その1・風鈴売り

- 町娘 - 並樹かおり

- 第10場　恋の花灯籠(B)

- あやめの男 - 若央りさ
- あやめの女 - 賀美さつき